# Hilda Hellman
Hilda Wilhelmina Hellman, född 16 maj 1839 i Jakobstad, död 17 juli 1901 i Vasa, var en finländsk nykterhetskämpe.
Hellman var från 1875 folkskollärare i Vasa. Hon grundade folkbiblioteket i Vasa och bildade 1877 tillsammans med sin mångsidigt filantropiskt verksamma syster Alba Hellman föreningen Hoppets här, som följande år inledde sin verksamhet under namnet Vasa absoluta nykterhetsförening. Detta var en av landets första nykterhetsorganisationer som var grundad på helnykterhet.